# Marado
Marado (en coreano: 마라도; también escrito Mara-do o Isla Mara)  es una isla a 8 kilómetros de la costa sur de Jeju, en el sur de Corea del Sur, que posee una superficie de 0,3 km². La circunferencia de la isla se eleva a 4,2 km. Tiene una población de 139 personas, repartidas en cuarenta hogares, y cuenta con una escuela, un templo y una iglesia. Se está convirtiendo en un popular destino turístico, gracias a las inusuales formaciones rocosas que se encuentran en ella. Está conectada al continente por dos transbordadores regulares y numerosos barcos de excursión, y se calcula que es visitada por unos 700 turistas cada día.
Mara-do se encuentra dentro de los límites administrativos de la localidad de Daejeong, en la ciudad de Seogwipo, y está incluida, junto con la isla Gapa (Gapado), en Gapa-ri, siendo el punto más meridional de Corea del Sur.
Debido a su hábitat marino subtropical, la isla es una reserva natural. Fue designado como Monumento Nacional n.º 423 (천연기념물 제423호) el 18 de julio de 2000.

## Historia
Marado originalmente estaba deshabitada. Era conocida como Keumdo (금도,禁島), que significa isla prohibida. Según un artículo publicado en el periódico Chosun Ilbo por Lee Gyu-tae en 1967, la isla fue ocupada por primera vez por una mujer llamada Kim Seong-oh (김성오,金成五) y por sus hermanos en 1880. Al ser una campesina pobre sin tierra para cultivar, Kim Seong-oh decidió mudarse a la isla cuando su padre mencionó la isla en su lecho de muerte. Entonces Kim salió de Jeju con sus dos hermanos, herramientas agrícolas y algunas semillas. Tuvieron que dar tres vueltas a la isla porque no podían encontrar un lugar donde atracar su barco. Después de unos diez años, se les unieron dos pescadores de Torishima (도리섬, 鳥島), en el Reino de Ryukyu.
Sin embargo, los documentos del condado de Jeju también tenían otra historia sobre Marado. Según esta historia, los primeros residentes llegaron a vivir en Marado en 1883. Un tal Sr. Kim, que originalmente vivía en Daejeong gol, un pequeño pueblo en Jeju, perdió toda su fortuna. Sus familiares propusieron mudarse a Marado. Sim Hyun Taek, pastor de Jeju en ese momento, les permitió hacerlo y Marado quedó habitado por primera vez. Después de la independencia, fue administrado por Gapa-ri, Daejeong-eup de Jeju, y registrado como municipio (ri) independiente llamado Marari.

## El litoral
Marado es una isla con una costa excepcionalmente rocosa, que cuenta con numerosas cuevas marinas. La longitud total de la costa de la isla es de 4,2 km y hay un sendero para caminar alrededor de la isla, que ofrece una vista panorámica de la costa. Caminar a pie por la isla dura aproximadamente una hora.
Debido a la erosión de las mareas, la costa oriental está formada por acantilados extremadamente empinados llamados Gue Jeong por los residentes. Su altitud se extiende hasta los 39 m y en ellos se encuentran plantas como cactus coreanos y zanjas.
Hay cuatro muelles en Marado, llamados Sal-raeduck, Jariduck, Jangsiduck y Sinjak-no. Los recursos pesqueros son abundantes durante todo el año, especialmente en Jariduck.

## Lugares de interés
- Cheonyeodang es un pequeño templo en el único poblado de la isla. En ese templo, los coreanos rezan por la seguridad de los buceadores.[3]
- Roca Janggun: el nombre de la roca que es un lugar sagrado significa Roca del General. Conforme a las tradiciones, los habitantes de la isla consideran la roca como el protector de la isla.[6]
- Originalmente, Marado era una isla sin árboles. En el medio de la isla, sin embargo, fue plantado un pequeño bosque que está cercado con un vallado. Cerca del bosque se halla una pequeña iglesia.

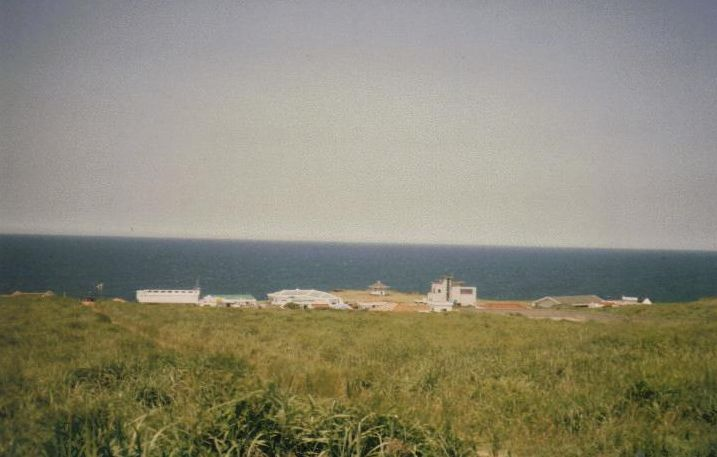
El único poblado de la isla
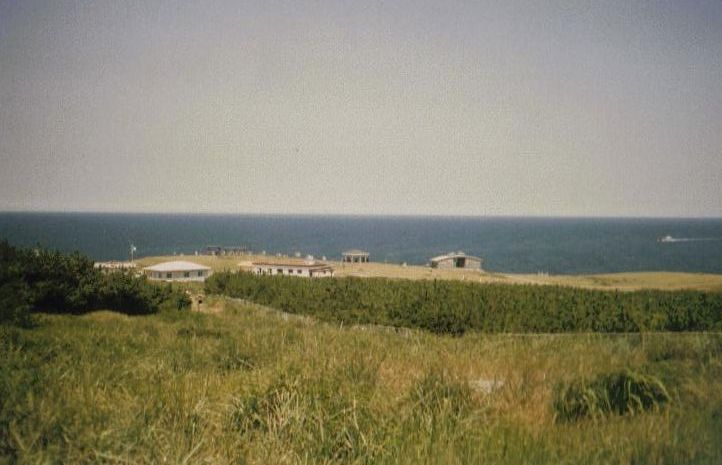
Bosque en el medio de Marado
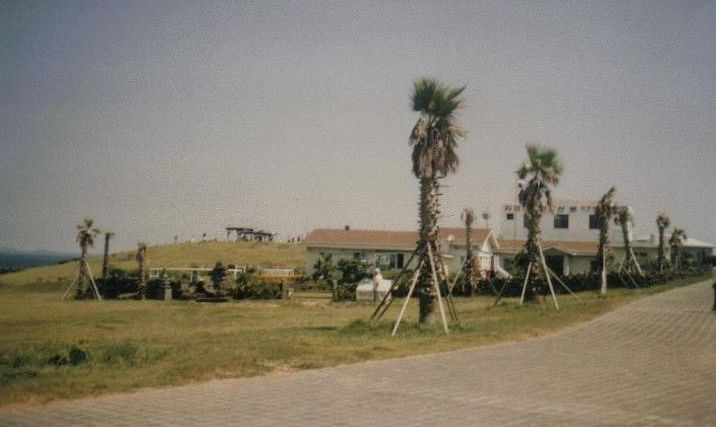
Calle principal del poblado
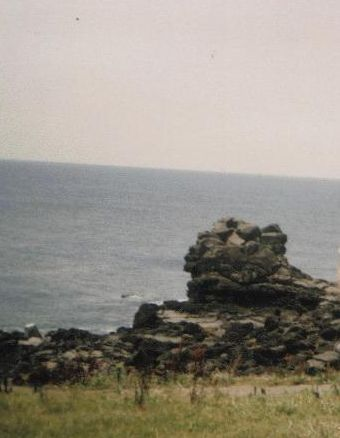
Roca en el punto más meridional de Corea
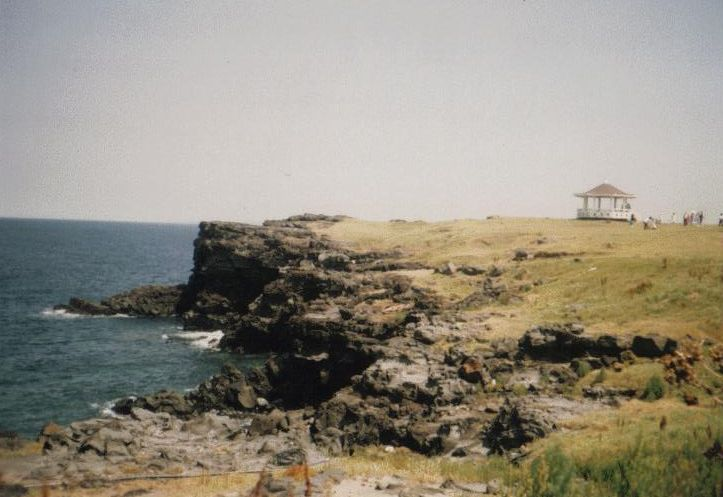
Costa de Marado
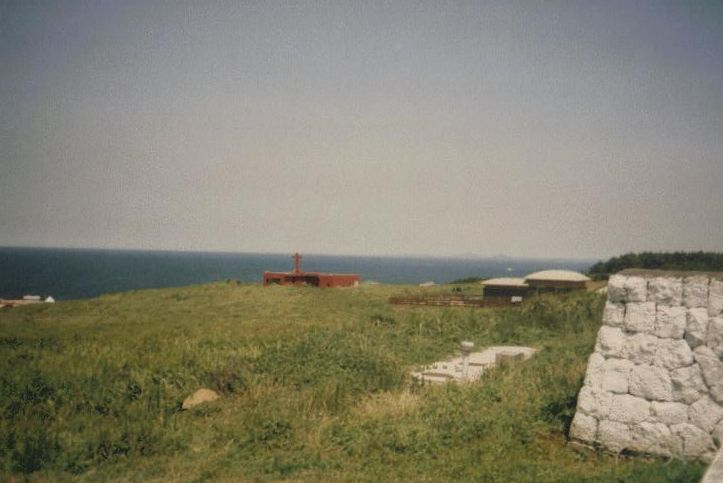
Iglesia
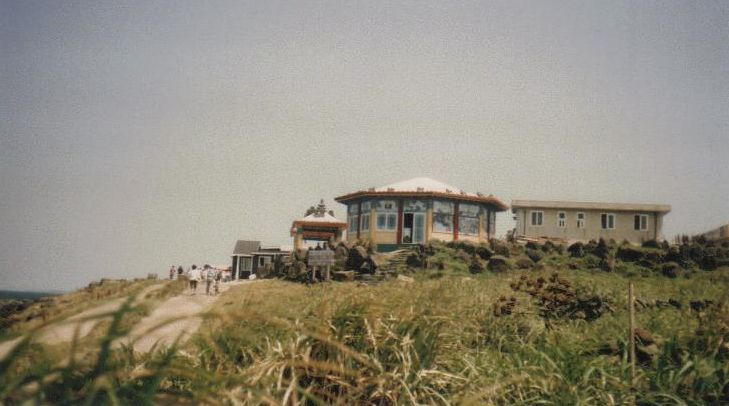
Templo Cheonyeodang